# Joseph P. Overton
Joseph P. Overton (4. ledna 1960 – 30. června 2003) byl americký právník, filozof a viceprezident Mackinacského centra pro veřejnou politiku. Byl držitelem bakalářského titulu z elektrotechniky na Michiganské technologické univerzitě a titulu doktora práv z Právnické fakulty Thomase M. Cooleyho na Western Michigan University.
Je známý díky myšlence Overtonovo okno, která klasifikuje politické návrhy a programy od nepřijatelných přes radikální až po populární a je po něm pojmenována.
Zemřel ve 43 letech na zranění, která utrpěl při havárii ultralehkého letadla, které pilotoval. Havárie se stala krátce poté, co vzlétl z letiště Tuscola Area Airport v blízkosti města Caro. Jeho manželka Helen havárii přežila.